# نوع اجتماعي جندري
يعتبر علم اجتماع النوع الجندري (بالإنجليزية: Sociology of gender)‏، من أهم المجالات التي يدرسها علم الاجتماع. علم الاجتماع يدرس التفاعل الاجتماعي، وكيف له أن يشكل هيكل المجتمع. واحد من أهم جوانب الهيكل الاجتماعي هو ما يُعرف بالوضع الاجتماعي –هي الحالة أو الوضع الاجتماعي المتعلق بالاحترام النسبي، وكفاءة الفرد، وكيف يتعامل معه الأفراد والجماعات والمنظمات باحترام في المجتمع-. الوضع الاجتماعي مهم جدًا في حياة الفرد؛ لأنه يحدد من بعد ذلك الطريقة التي سيتعامل بها، والاحترام الذي سيبديه الأشخاص له أو لها في المجتمع. من أهم المعايير التي تحدد الوضع الاجتماعي هي النوع الجندري الذي عليه الفرد. عادةً ما تستخدم لفظة (النوع _Gender) في الخطاب العام، أو في التعاملات الأكاديمية، وهي تدل على الطريقة التي يعّرف بها كل منا ذاتيًا نفسه، من حيث الذكورة أو الأنوثة.

## مقدمة
مصطلح (النوع) تمت بلورته لأول مرة بواسطة (جون موني _John Money) في ورقة بحثية في عام (1955)، حيث عرّفه على إنه: «كل تلك الأشياء التي يقولها الشخص، أو يفعلها ليعرّف نفسه أو نفسها، وليظهر وضعه الاجتماعي كطفل أو رجل مستقبليًا، أو طفلة وامرأة مستقبليًا.».
إن النوع الذي عليه الفرد مسألة معقدة أكثر مما تبدو، ويتضمن ما لا يمكن حصره من الخصائص الظاهرية، والحديث، والتحركات والعديد من العوامل الأخرى التي لا يجب بالضرورة أن ترتبط بالجنس البيولوجي للفرد. علماء الاجتماع يفضّلون تصنيف النوع في (نظام ثنائيّ_Binary gender system): حيث يمكن تصنيف الجميع على أن يكونوا أنثى أو ذكرًا فقط. بعض علماء الاجتماع الآخرون يضيفون نوعًا آخرًا ثالثًا، ومن ضمنها: الأشخاص (المخنثون_Two spirit) في الولايات المتحدة، وهنالك (الهجرة_Hijras) في الهند. ويجب الإشارة إلى أن مسألة النوع معقدة لحدٍ كبير؛ حيث ما زال الجدل قائمًا حول مفهوم النوع: هل له أساس اجتماعي، أم له أساس بيولوجي.

## من وجهة نظر أصحاب النظرية النسائية
المقال الأصلي: النظرية النسائية، وعالمات النفس النسائيات.
في سبعينات القرن الماضي، لم يكن هناك اتفاقًا على الكيفية التي يمكن بها تطبيق هذه المصطلحات. في عام (1974)، وُضِعَت بعض التعديلات على مسألة الذكورة والأنوثة: حيث اُستُخدِمَ فيها مصطلحين جديدين هما (النوع المبدأي_innate gender)، و(القواعد التي يفرضها علينا الجنس_learned sex roles). وفي تعديلات عام (1987)، عُكِسَ المقصود بمفهومي الجنس والنوع. وفي عام (1980)، وافقت أغلب المناهضات للحركة النسائية على اتخاذ مفهوم النوع لوصف التعاملات والسوكيات الاجتماعية.
تُعرَف الحركة النسائية التحررية على أنها: إيمان الأفراد بحريتهم الكاملة في ممارسة اهتماماتهم، وتطوير مواهبهم الخاصة. ويسعى الأفراد المناهضين لها لتوسيع بوتقة الحرية تلك، عن طريق إزاحة كل الحدود الموجودة في المجتمع. يعتقد علماء الاجتماع المناهضين للحركة النسائية، أن الاشتراكية الرأسمالية تُعطي السلطة والقوة للقليلين فقط –حيث أنها سلطة أبوية بحت، توضع فقط في يدي رجل المنزل-، ولهذا يجب تبديل هذا المفهوم في الأسر التقليدية، وإحلال ثورة اجتماعية شاملة مكانه. أما مناهضي الحركة النسوية الراديكالية، يعتقدون أن نظام سطوة الرجل –السلطة الموضوعة في يد الأب رجل المنزل- تخطى حدود الأُسَر، وتفشى في المجتمع ككل، لدرجة أن حتى القيام بثورة اجتماعية شاملة لن يغير شيءًا في الأمر، ويجب على المجتمع أن يضع حدًا لها بنفسه.

## لغات أخرى
تستخدم اللغة الإنجليزية مصطلحي النوع والجنس في سياق لا يمكن الاستعاضة عنه لوصف مفاهيم أخرى، ومنها (ممارسة الجنس_ sexual intercourse)، (الجنس الشرجي_anal sex)، (الجنس الآمن_Safe sex)، (الرفيق في الجنس_sex partner)، و(العبد الجنسي_sex slave).
نستعرض أمثلة لبعض اللغات الأخرى، ومنها على سبيل المثال اللغة الألمانية، التي تستخدم كلمة (Geschlecht) للإشارة إلى مفهومي النوع الاجتماعي، والجنس البيولوجي، مما يسبب اختلاطًا وتشتتًا لعلماء الأنثربولوجي –علم دراسة الإنسان-. وقد تستعير اللغة الألمانية لفظة (النوع_Gender) من اللغة الإنجليزية؛ لإزالة هذا التشتت.
وتستخدم أيضًا اللغة الألمانية كلمة (Geschlechtsidentität) للإشارة لمفهوم النوع، على الرغم من أن معناها الحرفي هو (الهوية الجندرية). وتستخدم كلمة (Geschlecht) للإشارة لكلمة الجنس –كما ترجمتهم (جوديث بولتر _Judith Butler)-. ويشيع أكثر استخدام المفاهيم (biologisches Geschlecht) للإشارة للجنس، واستخدام (Geschlechtsidentität) للهوية الجندرية، واستخدام (Geschlechterrolle) للنوع.

## إعلام الولايات المتحدة
النقد الإعلامي ما هو إلا مرآة، تعكس أوجه عدم المساواة بين الجنسين في المجتمع الأمريكي. يمكننا أن نرى ذلك بوضوح في المطبوعات، والإعلانات التلفزيونية، والموسيقى. نعم تؤثر وسائل الإعلام وتعزز الفكرة، وهذا ما ناقشه (نوومي وولف _ Naomi Wolf) في كتابه (أسطورة الجمال _ The Beauty Myth): فالكتاب يناقش كيف تحولت أيقونات المثالية، والصور النمطية للجمال عائقًا ضد المرأة؛ لأن أغلبها يشير لمعايير غير واقعية، تُثقِل كاهل المرأة. يعتقد البعض أن وسائل الإعلام الرئيسية، تبلور الذكورية، وتُخلد فكرة هيمنة الرجل. يرى الآخرون أن وسائل الإعلام مسؤولة بشكلٍ كامل عن اضطهاد النساء، وتضطهد (الرجال الذين لا يفرضون سيطرتهم على النساء_Heteronormative).

### ظُلم
يحاول الرجال تطبيق ما يرونه في وسائل الإعلام من مظاهر الرجولة، من خلال أن يظهروا بلا مشاعر، عنيفين، وأقوياء جسديًا. تُظهر الإعلانات شخصيات مثالية، بها كامل مظاهر الرجولة، خاصة إعلانات الجعة. من النتائج المترتبة على كل ذلك، أن يهين الرجال بعضهم، إذا لم يتلاءموا مع المعايير التي يشاهدونها في الإعلانات.

### قمع المرأة
انظر أيضًا، الجنسانية
يمكننا أن نستوعب ما يمثله مفهوم قمع المرأة، عند النظر عن كثب لتأثير وسائل الإعلام. حيث يتم مقارنة المرأة وتشبيهها بأشياءٍ تُمتَلك وتقتنى. يظهر هذا بوضوح في الإعلانات التجارية، حيث تُجسّم المعروضات على شكل أنثى، أو تعطى صفاتٍ أُنثوية. تشير الدراسات إلى أن تأثير التمييز ضد المرأة في وسائل الإعلام، يمتد لينتشر في كل المجتمع. ونرى تداعياته في سلوكيات النساء فيما بعد، فهم يشعرن بقلة ثقتهم واحترامهن لأنفسهن، أو يتطور ليصل (لإضطرابات الأكل_ eating disorders) ().

## علاقة علم الاجتماع بالنوع
انظر أيضًا علم الاجتماع، وعلم الاجتماع المرتبط بالنوع.
هناك نظرية تدعى (علاقة علم الاجتماع بالنوع الاجتماعي_ Gender socialization)، وهي تشرح كيف للشخص أن يمتلك هويته الجندرية. في هذه النظرية، يُنظَر إلى الرُّضّع على أنهم صفحاتٍ بيضاء، تنتظر من البيئة المحيطة أن تسطر عليها. ومن خلال تفاعلهم مع الأشخاص المحيطين بهم، والتعرُّض لقيم المجتمع، يحدد هؤلاء الرُّضّع ما سيكون عليه جنسهم، وما هي الأدوار التي يريدون اتخاذها. طبعًا يتعرضون للتعزيز –عن طريق مكافأتهم عند فعل سلوكيات تناسب جنسهم، وعقابهم عند فعل سلوكيات لا تناسب، أو حتى تعارض جنسهم-، ومن خلال هذا التعزيز المجتمعي، يستحيل الأطفال لنوعٍ سيستمر معهم طيلة حياتهم.
على سبيل المثال، يُشجّع الآباء أبنائهم الصبيان على اختيار نشاطات بدنيه عنيفة، ولا يرضون بها لبناتهم. هذه السلوكيات ظلت حيز الجدل لسنواتٍ عديدة؛ لأنها تتسبب في آثار بعيدة المدى فيما بعد –في نفس المثال، بمرور الوقت، يكبر الصبيان، وتكبر معهم رغبة في ممارسة المزيد من التصرفات العنيفة-.
يمكننا القول أن الآباء خاصةً، والعائلة عامةً تؤثر في تكوين وجهة النظر الجندرية لدى الأطفال. يتعمق هذا التأثير داخل الأطفال عند ملاحظة سلوكيات آبائهم، هل ستختلف تصرفاتهم تجاه الأطفال الصبيان، عنها تجاه البنات.
تقول الباحثة (سوسان ويت_ Susan Witt) أن الآباء يفرضون نوعًا معينًا على الأطفال منذ ولادتهم، عند اختيار دمى معينة لهم، أو ألوانًا معينة، أو حتى أسماءً تفصل في نوعهم –بشكل ثنائي، أن يكون الاسمُ مناسبًا لبنت أو ولد-. وتضيف (سوسان) أن الآباء يتصرفون بسلوكيات معينة –مبنية على النوع- مع الأبناء بعد ولادتهم مباشرةً.
تظن الباحثة (سوسان جريشابر_ Susan Grieshaber) أن سلوكيات الآباء تجاه نوع الأبناء تتغير مباشرةً بعد الحمل، بعد أن يكتشف الوالدان جنس مولودهم. طبقًا لنظرية (جريشبار)، بمجرد أن يعلم الوالدان جنس المولود المُمنتَظَر، يفترضون أنهم علِموا نوعه أيضًا عند إعدادهم لاستقبال المولود. تقول (جريشبار) أن الأطفال بعد ولادتهم، يلقون في عالمٍ تم اختيار كل شيء فيهِ بناءً على نوعهم، حيث تم تعريفهم فقط على السلوكيات الجندرية الملائمة لجنسهم، ولم يتم تعريفهم على بقية السلوكيات الجندرية الأخرى.
أتت الدكتورة (كارا سميث_Kara Smith) بنظرية مشابهة: حيث أنها تعترف بأنها في أثناء حملها الثاني، تغيرت نظرتها وسلوكياتها للمولود بعد ان عرفت أنه ولد. من ضمن التغيرات السلوكية التي طرأت عليها، اختلاف في نبرة الصوت عند التحدث للفتى، وتغير طريقة لمسها لبطنها لبقية فترة الحمل.
هناك نظرية أخرى عن علم الاجتماع المتعلق بالنوع، وفي هذه الدراسة التي تمت مناقشتها بواسطة (سوسان مكهيل_Susan McHale)، تقول (سوسان) أن الأدوار الجندرية للأخ الأكبر، تؤثر أحيانًا في تكوين الهوية الجندرية للشقائق الأصغر سنًا. وبالرغم من النائج التي توصلت لها (ماكهيل)، يظل تأثير الوالدين على الطفل هو العامل الأكثر أهمية في بناء التنشئة الاجتماعية للأطفال.
عندما يبلغ الأطفال سن الثالثة، يتكون لدى أغلبهم شعور بأنهم بنات أو ذكور، وستظل هذه الهوية الجندرية تلاحقهم لبقية حياتهم. لهذه الأسباب، تقوم بعض حملات التوعية للأطفال في سن قبل دخول المدرسة؛ من أجل توعيتهم بالقوالب النمطية للأنواع، وتعليمهم أنه لا يوجد شيءٌ اسمه ألوان تخص البنات وألوان تخص الصبيان، وتصرفات لا تليق بالبنات. وعلى كلٍ، لا يُشترط أن تطابق هوية الفرد الجنسية، صفاته الجنسية البيولوجية.
يختلف رد فعل الأفراد البالغون بالنسبة للجهود الواجب بذلها عند الحديث للصبيان والبنات. وجدت دراسة أُقيمَت على الرُّضّع في عمر (13) شهرًا أنه: عندما يحاول الصبيان جذب انتباه الكبار –عن طريق التصرف بعنف، أو البكاء، أ، التذمر، أو الصراخ المتعمد-، فإنهم يحصلون عليه بسهولة. على النقيض تمامًا، لا يولي الكبار اهتمامًا للفتيات الصغيرات إلا إذا عبَّرن عن أنفسهن بالكلمات، أو الإشارات، أو باللمس، وإذا حاولت الفتيات تقليد الصبيان، واستخدام نفس الأساليب لجذب الانتباه، فإنه يتم تجاهلها. ربما كانت هناك بعض الفروقات والاستثناءات البسيطة عند بداية الدراسة، لكن عندما بلغت الفتيات عمر الثانية، أصبحت الفتيات أكثر قدرةً على التحدث، وأصبح الصبيان أكثر تمكنًا من استخدام أساليب جذب الانتباه تلك.
إن المعايير التي يتم تدريسها للأطفال في مرحلة الطفولة، ستؤثر عليهم طوال فترة حياتهم. على سبيل المثال، يتم تعزيز الأفكار التي يغرسها الوالدان في الأطفال –في سنوات حياتهم الأولى- خارج المنزل (13).
تشير دراسة أشرف عليها الدكتور (ميك كونينغهام_Mick Cunningham) إلى أن السلوكيات، والمعايير، والمواقف التي يصادفها الأطفال ويعاينونها، يُمكَن أن تؤثر على طريقة نموهم، وتؤثر أيضًا على طريقة تفكيرهم أثناء مرحلة البلوغ. لا يقتصرأمر ترسيخ الأدوار الجندرية للجنسين على المنزل والأسرة فحسب، بل يمكن أن يحدث ذلك خارج نطاق الأسرة، مما يدل على أهمية مراجعة هذه الأفكار قبل غرزها في أدمغة الأطفال حول الجنس.
يشير تحليل كتب الأطفال –وهي تُعتبر وسيلة لتعليم الأطفال البشر ماهي رموز ومعايير الأنوثة، وماهي معايير الذكورة-، والتي كُتِبَت في القرن (ال21) بواسطة (جانيس ماكابي_ Janice McCabe )، إلى أن هذه الوسيلة يمكن أن تؤثر سلبيًا على الأطفال وعلى آرائهم المتعلقة بالنوع، إذا لم تتم مراجعتها.
وقد أظهرت شبكات الأطفال التلفزيونية: مثل ديزني، نيكلوديون، و(شبكة الرسوم_ Cartoon Network) المتحركة تقسيمًا ظالمًا بين الذكور البنات، في عروض كل منهما. ففي دراسة قامت بها كل من (بيت هنتجيس_ Beth Hentges) و(كيم_Kim) في هذه المسألة، هناك عدد أقل من الشخصيات النسائية في شبكات الأطفال الثلاثة هذه، بالإضافة لتوسيع انتشار القوالب النمطية للنوع في قناتي شبكة الأطفال، ونيكولوديون.

### تأثير التقسيم الغير عادل للمهام المنزلية، على علم الاجتماع المتعلق بالنوع
بعض الأطفال تمت تربيتهم في بيوتٍ غير نمطية: أي أنها لا تلتزم بشكلٍ أعمى بالمعايير المُحدِدَة لحياة الجنسين. في دراسة قامت بها (جادا تيدويل_ Jada Tidwell)، وعبر ملاحظة مسرحية مدرسية يأتي فيها الأطفال إلى المدرسة بصحبة أمهاتهم المثليات –كل من الأمهات والأبهات وحيدين-، لاحظت (تيدويل) الأبناء الذين يلعبون مع أمهات فرادى، والأطفال الذين يلعبون مع آبائهم. وفقًا للملاحظات التي دونتها (تيدويل)، فإن الأسر الذي تتحدى الأفكار العتيقة، يكون أطفالها لديهم تفكير أوسع بخصوص النوع والجنس، بل وقد يتحدون الأدوار الجندرية يومًا ما.
وفي دراسة مختلفة، قام فيها (آبي غولدبرغ_ Abbie Goldberg) عن طريق مراقبة أطفال –ما زالو في سن الحبو- من مختلف أنواع المنازل، وهم يلعبون معًا، فلاحظ (جولدبرج) أن الأطفال لآباء مثليين، يلعبون بطرق بعيدة نوعًا ما عن القواعد النمطية للنوع، من هؤلاء الذين وُلِدوا لآباء مستقيمين –من جنسين مختلفين-.
وتدعو (سوسان ويت) في مقالتها (تأثير الوالدين على التنشئة الاجتماعية، والأدوار الجندرية_ Parental Influence on Children’s Socialization to Gender Roles) إلى التفتح على الأدوار الجندرية للمخنثين؛ لأنها تبلورت في بيئاتٍ متفتحة أكثر، وأكثر تشجيعًا للصبيان والبنات على حدٍ سواء (13).

## التحليل النفسي للنوع
واحدة من أكثر النظريات تأثيرًا في التحليل النفسي للهوية الجندرية هي وجهة النظر التي سُجِلَت في كتاب (استنساخ الأمومة_(The Reproduction of Mothering لكاتبتها (نانسي كودرو_ Nancy Chodorow). هذه الدراسة تتعقب الآثار المترتبة على التطور العاطفي للعلاقة بين الأمهات وأطفالهن في سنوات حياتهم الأولى. الأمهات تكون دومًا أقرب للأطفال، في حين أن الآباء يكونون أبعد عن الأطفال. عملية انفصال الأطفال عن أمهاتهم –بعدما تعلقوا بها بشدة في المراحل المبكرة للطفولة- عملية معقدة قليلًا؛ حيث تنفصل البنات عن أمهاتهن تدريجيًا، مع الحفاظ عل شعور رابطة مستمرة مع أمهاتهن. الأمر يختلف عند الحديث عن الصبيان، فإنهم ينفصلون عن الأم بدافع رفض أي جوانب أنثوية من أن تلطخ شخصيتهم، مثل الرقة –مع أن الرقة كانت أهم ما يميز علاقتهم معًا-. ربما يشعر الطفل حينها بالألم، لكنها تكلفة لنموه العاطفي. هذا كله يبرر شعور الرجال بالاكتفاء الذاتي، وتنافسهم الدائم في تعاملاتهم مع الآخرين، لكن على صعيدٍ آخر، ينقص ذلك من قدراتهم في التعبير عن أنفسهم، وقلقهم من الارتباط الحميمي بالآخرين، ويحتاجون أن يستمر الطرف الآخر معهم في العلاقة في إظهار العطف –الذي حرموا أنفسهم منه وهم أطفال-، وهذا يجعلهم أكثر توترًا في علاقتهم مع الآخرين؛ لأنهم يخافون من اختلال الحدود التي وضعوها من الاستقلال الذاتي العاطفي.
على كل حال، يعتقد (كودورو) أن هذه الاستنتاجات غير نهائية، وأن تغيير المعايير الاجتماعية مثل أن يكونَ الآباء من نفس الجنس، أو أن يظهر الآباء الذكور تعلقًا عاطفيًا أكبر بالأطفال أن يغير من هذه الحقائق.

## تقسيم العمل على أساس النوع
قبل عصر الصناعات، وتطور النشاط الاقتصادي، تمحورت الانشطة الاقتصادية حول العمل بالزراعة، أو العمل في الحرف اليدوية وما إلى ذلك، وكل هذا كانت تنظمه الأسرة كمصدر للعيش. يساهم في هذا النظام الاجتماعي جميع أفراد الأسرة في كسب العيش، سواءً كانوا صغارًا أو كبارًا، ذكورًا أو إناثًا، لكن طبعًا كانت تقوم المرأة بأعمال أكثر من الآخرين؛ نظرًا لتصنيفهن كنساء معيلات. ويمكننا القول أن هناك أعمالًا تناسب النساء أو أخرى تناسب الرجال، يتم تصنيف هذه الأعمال بناءً على المنطقة، أو مستوى المعيشة. التمييز بين الرجل والمرأة متمثل في وصفنا للرجل بأنه هو من يكسب العيش، وأن المرأة يجب أن تعتني بحاجات المنزل. هذا التمييز لا يميز فترة ما قبل ازدار الصناعة. من التغييرات التي أحدثتها ازدهار الصناعات، أن أغلب النشاطات الاقتصادية انتقلت إلى المصانع والمحلات والمكاتب. وقد شكَّلَ نقل الأنشطة الاقتصادية من المنازل إلى المصانع تغييرًا كبيرًا في نظرتنا للنوع، وفي خطابنا عنه.
قبل عصر النهضة الصناعية، كان المنزل مكان مؤسسة عمل الأسرة، ولم يكن فقط مكان للعيش. وكان يُنظَر إلى النساء على أنهن المسؤولات عن المنزل؛ لأنه من ضمن واجباتها أن تحمي المنزل، وتخلق فيه جوًا من الود والحب، بدلًا من أن تكون مسؤوولة عن بيع البضائع وتسويقها. لقد اعتمد مجتمع ما قبل ازدهار الصناعة على القواعد الجندرية التي تحدد الأدوار الاجتماعية بشدة؛ لخلق توازن بين أدوار الرجل والمرأة: حيث يكون دور الرجل أن يصطاد الغذاء، بينما تم تكليف النساء بأن تقوم بالأعمال المنزلية. كان على الرجل أن يأتي بالطعام والمأوى لأسرته، بينما يجب على المرأة أن توفر الاهتمام لمنزلها ولأطفالها. ورغم أن هذا كان منذ عقودٍ قضت، إلا أن هذه النظرة ما زالت مستمرة حتى يومنا هذا، وكان من نتائجها أن خلقت فجوةً بين الرجال والنساء في سوقِ العمل؛ حيث أن النساء مازلن تحت مسؤولية الرجال، يطلبون منهم توفير الاحتياجات المادية. اعتماد المرأة على الرجل زاد من قيمة دور الرجال في المجتمع، ويبقى الوضع على ماهو عليه حتى قرننا الواحد والعشرين.

## النوع، ومحادثاتنا
وجدت بعض الأبحاث أن في بيئة الفصول الدراسية، يتحدث الأولاد مع بعضهم أكثر من البنات، وتستمر محادثاتهم لفترة أطول من زميلاتهم البنات. بل ويمكن أن لاحظ ذلك بشكل أكبر، لو كان المسؤول عن الموقف التعليمي رجل. وهناك دراسة أخرى مشابهة لها أُقيمَت في المستشفيات، قام بها (إيرفينج جوفمان_ Erving Goffman) في عام (1961)، وفي مجموعات مناقشات جامعية قامت بها (اليزابيث أريز_ Elizabeth Aries) في عام (1972)، بل وحتى في الشركات، ولاحظتها (روزابيث كانتر_ Rosabeth Kanter) في عام (1977).

### الاختلاف في النوع، في مكان العمل
يتعرض كل من النساء والرجال لشتى الأنواع من التغيرات داخل مكان العمل، لكن النساء قابعاتٍ تحت ما يعرف (بظاهرة السقف الزجاجي _ glass ceiling)، والذي هو بمثابة حد وهمي يمنعهن من اتخاذ خطوات واثقة في سبيل صعود سلم الترقيات الوظيفية. على صعيدٍ آخر، فالرجال الذين يعملون في وظائف تشغلها النساء في العادة: مثل التمريض، وتدريس المراحل الابتدائية يعانون من ظاهرة تدعى (بتأثير السلالم الزجاجية_ glass escalator): ويعني أن لديهم فرصًا أكبر من النساء في هذه الوظائف للنجاح والترقي، وصعود سلم النجاح الوظيفي بسعولة وسرعة ليصبحوا مديرين .
هناك أيضًا فجوة في الأجور بين الرجال والنساء. وترجع هذه الفجوة لعدة أسباب، منها الفصل المهني بين الرجال والنساء، وأن هناك أعمالًا خاصة بجنس معين عن غيره بدافع التمييز. ومنها (العبء المُضاعف _double burden): حيث يجب على النساء القيام بكافية مسؤولياتها تجاه رعاية الأطفال والأعمال المنزلية بدون أجر؛ ولا يمكن للمرأة أن تعترض على هذا؛ لأنها تعمل بالفعل في وظيفة أخرى بمقابل مادي. وهناك سببًا ثالثًا: هو (التحيز المهني النوعي _occupational sexisM)، الذي يؤدي لأن يحصل الرجال على الترقيات لأنهم المعيلين للعائلات، وبالتالي هم أجدر بها . وكان هناك (دعوة الدعاوي الجماعية_ class action lawsuit) –(دوكيس_ Dukes) ضد (وول مارت ستوريس_ Wal-Mart Stores )في (2001) ضد (وول مارت _ Wal-Mart)؛ لممارسته التوظيف والترقية بناءً على الجنس.
مع ظهور الأشخاص المتحولين جنسيًا في مكان العمل، قد يسبب هذا خللًا في نظام (الجنسانية الثانئية_ gender binary)؛ لأننا نكون بصدد هوية جنسية جديدة –هجينة-.[بحاجة لمصدر] ولحل هذه المسألة، يقترح مجتمع المتحولين جنسيًا أن نوسع إدراكنا أكثر لما تعنيه كلمة النوع، وما هو قابع وراء هذا المفهوم –مصطلح الطاووس-.

## (تقاطع_ Intersectionality)
إن التقاطع مفهومٌ ماركسيّ، مصدره تحليل و نقد النظرية الاجتماعية للتمييز بين الناس على أساس الطبقات، و العرق، و النوع. تقول نظرية التقاطعات أن كل أوجه التمييز والاضطهاد التي تمارس ضد الناس، تتشكل من خلال (المحاور المرتبطة للهوية_ interconnected axes of identity)، هكذا وُجِدَت، ويتم بلورتها وترسيخها عن طريق المجتمع، والسياسة، والكيانات الاقتصادية مثل (الرأسمالية، والبطريركية_ capitalism, patriarchy)، وإضفاء الطابع المؤسسي. تقول نظرية التقاطعات أن العرق، والطبقات الاجتماعية، والنوع، وغيرها من علامات الهوية هي الأساسات التي بُنيَ عليها المجتمع. هذه النظرية ترفض أيضًا أن نفترض أن تكون القوة –في العلاقات- مسألة معيارية، تكون مسؤولية أفراد بعينهم بناءً على شخصيتهم والجهود التي يبذلونها.
يقول (ويست، وفينستماركر_West & Fenstermaker) في مقالهم بتاريخ (1995) إن وضع عدة نماذج لتفرق بين الجنس والعرق والطبقات الاجتماعية، يؤدي لتكوين صورة غير واضحة، وفكرة منقوصة عن هوية الفرد. هما على سبيل المثال يوجهون نقدًا (للنموذج المضاف_ additive model) -والذي نقوم فيه بتحليل كل خصيصة للهوية الجندرية للفرد على حدة، ونتجاهل تأثير ما سيحدث لمّا ترتبط هذه الخصائص مع بعضها البعض-. هناك المزيد من علماء الاجتماع الذين كتبوا عن التقاطع بين النوع، والطبقة الاجتماعية، والعرق. منهم (جوان آكر_ Joan Acker)، الذي حدد أربع عمليات للإشارة لحدوث تقاطع بين النوع، والطبقة الاجتماعية، والعرق:
الأولى: تتضمن العمليات والإجراءات التي تنظم علاقة الالنوع والعرق في شكل هرمي.
العملية الثانية: يمكن فيها أن نتغاضى عن أي صور وضعها المجتمع، وعن الأفكار الدارجة فيها المتعلقة بالنوع، في مقابل المؤسسات الجنسانية.
والثالثة: هي التفاعل الحادث بين الأفراد والجماعات. هذا التفاعل يخلق اتصالًا بينهم، ويخلق التواصل بينهم فهمًا أعمق لمسألة الهوية الجندرية.
والرابعة: هي العلاقة بين المشاعر الداخلية للفرد ذاته، وعلاقتها بالشخصية التي يراها الآخرين عليه، مما يجعل الشخص يفهم أكثر عن هويته الجنسانية. هناك أيضًا نموذج (إفلين ناكانو جلينكريتيكس _ Evelyn Nakano Glenncritiques) –يُعرَف (بالنموذج الأبوي لفهم النوع_ the patriarchy model of gender)-. هذا النموذج يتجاهل كل الاختلافات الظالمة والعنصرية ضد النساء. وهناك نموذج (الاستعمار الداخلي_ internal colonialism model)، إلا أن هذا النظام يركز على الأقليات عامةً، حتى أنه يتجاهل في سبيلها الاختلافات الجندرية.

## (التجسيد_ Embodiment)
يمكننا أن نعرف التجسيد على أنه: الأساليب أو الطرق التي تستخدمها القامات –المُثُل- الثقافية في المجتمع، لتكوين توقعات أو وجهات نظر في المجتمع كافة، وقد تؤثر وجهات النظر التي غُرِسَت فينا هذه على تقبلنا لشكل أجسادنا.
توجد علاقة متساوية –ثنائية الاتجاه- بين علم البيولوجي، وبين الثقافة المجتمعية؛ لأننا عندما نطبق الأدوار والمعايير الجنسانية لنوعنا على جسمنا، نحن بذلك نرسخ الأفكار الثقافية المتعارف عليها –نُديم المُثل الثقافية، ونساعدها فيفرض سيطرتها علينا-، وأيضًا ونُشكّل أجسادنا مؤقتًا، وعلى المدى الطويل.
مع أن في الواقع، هناك مزيد من الاختلافات الجسمية بين الجنس الواحد، أثر من الاختلافات الجسمية الموجودة بين الجنسين. لكل ذلك وأكثر، يمكننا القول أن التجسيد يُضخّم الفروقات الموجود بين جسمي الجنسين.
يتغيرمفهوم التجسيد الاجتماعي –للنساء وللرجال- عبر الثقافات، ومع مرور الوقت. نضرب مثالًا على النساء اللاتي يجسدن المعايير الجنسانية في الثقافات المختلفة: النساء في الثقافة الصينية، اللواتي لازلن يمارسن (ملزمة القدم _ foot binding practices) –وهي ممارسة قديمة كانت تقوم بها النساء لتغيير شكل أقدامهن، وتغيير مكان أصابع القدم؛ للدلالة على أنها غنية ومرفهة ولا تحتاج لهذه القدم، وكانت تعد من علامات الجمال في الثقافة الصينية-، وهنالك خواتم الرقبة في كل من الثقافة الأوروبية والآسيوية، ولبس الكورسيهات في الثقافات الغربية –لجعل الخصر يبدوا أصغر-، ومن ضمن المظاهر المثيرة للدهشة هي ارتداء الكعب العالي، حيث تحول لبس الكعب العالي للأحذية من عروض الأزياء الذكورية، إلى موضة تتبعها الكثير من النساء. في الولايات المتحدة، دومًا ما تغيرت النظرة العامة للجسم المثالي للسيدات أو للرجال، لكن حاليًان يعتبر الجسم المثالي للبنات هو الجسم الأقل حجمًا، ويعتبر الجسم المثالي للذكور هو الجسم الأضخم حجمًا.
يمكن ملاحظة هذه الاختلافات السابق ذكرها بوضوح، عند النظر إلى لعب الأطفال: (دمى جو _ Joe dolls) خير مثال على النظرة المادية للجسم الذي يُفترض أن يكون عليه البنين، ودمى باربي تمثل الجسم المثالي الذي يجب أن تكون عليه الفتيات.
إن (أُسطورة الجمال) –سَبُقَ ذِكرُها- التي نوقِشَت في كتاب (نعومي وولف) بعنوان (كيف تستخدم معايير الجمال ضد المرأة_How Images of Beauty Are Used Against Women)، تشير إلى أن مستوى الجمال المثالي للمرأة‘ غالبًا ما يصعب تحقيقة. وعلى النقيض تمامًا، فإن أجسام الرجال تحددها المعايير والمُثُل الثقافية للنوع، كما هو الحال في إعلانات الجعة؛ حيث يستخدم رجال يتوسمون بكل الصفات المثالية للرجولة لتمثيل هذه الإعلانات‘ ويُصَوَّر فيها هؤلاء الرجال في الهواء الطلق، وأن لديهم قوة شكيمة، وذكورة مفرطة.

## الجنسانية
يستخدم مفهوم الجنسانية للإشارة إلى السلوكيات الجنسية، والرغبات الجنسية على حدٍ سواء. ومع ذلك، تضع (المغايرة الجنسية _ Heteronormativity) –وهي الإعقاد أن الناس أصلًا لديهم صفات الجنسين الذكوروالإناث بصورة متميزة ومتكاملة، وأن لهم واجبات وأدوار متساوية تمامًا في الحياة. ويُفتَرَض أن المغايرة الجنسية هي التوجه الجنسي الوحيد للناس، وأن العلاقات الجنسية ستكون أكثر ملاءمة لو مارسها أشخاص مختلفون في الجنس عن بعضهم البعض- الهياكل الاجتماعية للحياة. وأنها إذا انتشرت، سيكون من الصعب على الأشخاص اتخاذ طرقًا أخرى للحياة؛ لأنها مميزة ، وبالتالي، تحاول وسائل الإعلام بذل جهدها لأجل تمجيد المغايرة الجنسية، مما يترتب عليه بالطبع انتشارها وتعزيزها. يعمل كل من (البناء العادي_ ordinary constructions) و(البناء الاستثنائي_ exceptional constructions) للمغايرة الجنسية في سبيل نشرها وتعزيزها، مما يجعل من الصعب تخيل أي طريقة أخرى للعيش، أو لتكوين علاقات اجتماعية خارج نطاق حدد هذه البناءات.
يُنظَر أحيانًا إلى المثلية الجنسية على أنها أكثر صور انجذاب الطبيعة البشرية وميولها العاطفية والجنسية انحرافًا. علاوةً على ذلك، زيجات المثليين بصورة كبيرة، ممثلةً بذلك جزءًا كبيرًا من (الحياة المعيارية_ normative and desirable sexuality) المرغوبة، ضاربةً ببقية أنواع الجنس الأخرى عرضَ الحائط، بأن تعتبرها غير طبيعية. خلق (ألفريد كينسي _ Alfred Kinsey) مقياسًا يوصف بأنه (غيري مثلي_Heterosexual-Homosexual) يدعى (بمقياس كينزي _ Kinsey scale).مقياس كينزي يتحدى النظرة التقليدية للأجناس البشرية على أنها ثنائية فقط، كما يحاول الفصل بين الهوية الجندرية والجنس البيولوجي. من الأمثلة المثيرة للقلق عند الحديث للنوع، سحب التاج من ملكات الجمال. طبعًا هذا يُعّقِد من فهمنا للجنسانية في مجتمعنا، مما يدفع الناس للتفكير في النظام الثنائي للفصل بين النوعي كحل أبسط.
يتناقش (فريدريك إنجلز_Friedrich angles) ( ) في مسألة الأنشطة التييقوم بها الرجل والنساء في مختلف المجتمعات. مثل الأنشطة التي يقوم بها الصيادين والصيادات في الجماعات: فإنها إذا كانت مختلفة عن بعضها البعض، فإن جميعها لها نفس الأهمية. نحن الآن يمكننا معاينة ما يعرف (بالفائض الإنتاجي_ productive surplus)، الذي كان نتاجًا للتقدم التكنولوجي. هذا الفائص الإنتاجي يقوي وجود المساواة الاجتماعية، والمشاركة الطائفية، مما فتح الباب أمام الاستثمارات الخاصة، و(التسلسل الهرمي للطبقات_ class hierarchy). مع تطور الزراعة عبر السنين، أصبح الرجال أكثر قوةً من النساء،. ولما كان الرجال يقومون بإعطاء ما يتبقى من ثروتهم للورثة فيما بعد، حَرِصَ الرجال من الطبقات العالية على أن يتحكموا في حياة المرأة الجنسانية، وتبعه فيما يلي أن يَحِدوا من زواج الأفراد من نفس الجنس، وأن يعلموا النساء أن يبقين عذارى حتى الزواج؛ ليبقين مخلصاتٍ لأزواجهن فيما بعد، ويعين ما تبقى في حياتهن من أجل الحمل، وتربية الأطفال من رجلٍ واحدٍ فقط.

## الذكورة
الذكورة هي هوية جنسانية يتعامل بها الفرد، ولكنها على عكس ما يتوقع أغلب الناس، لا تعني بالضرورة أن يكون ا لجنس مذكرًا. يكتسب الشخص الممارسات والمبادئ الذكورية من خلال التفاعل اليومي، وتقليد ما يراه من الأشخاص الذي يتعامل معهم، خاصة عند التعامل الشخصي. العالمان في وضع النظريات (ويست_West) و(زيممرمان_ Zimmerman) أكدا على أن النوع الاجتماعي ملازم لحياة الفرد، ويتم بلورته لدى الفرد من خلال الممارسات اليومية، فيتسلك الرجال بالسلوكيات الذكورية، حتى يتقنوها وتصبح جزءًا منهم. نستنتج من ذلك أن الرجولة ليست حكرًا على جنسٍ بعينه، بل يمكن لأي أحد ممارستها. إن الشكل الأكثر انتشارًا للرجولة حولنا في المجتمع هي (الرجولة المُهيمِنَة _ hegemonic masculinity)، والتي يُمارسونها ليتباهوا برجولتهم، وليأكدوا على كونهم رجالًا.[بحاجة لمصدر] طبعًا إنه لمن الصعب الوصول إلى هذه الرجولة المهيمنة، خاصةً لأنهم يقارنون أنفسهم دومًا بأقرانهم، باحثينَ عن أي عيوب ليصطادونها في غيرهم، وليحاولوا أن يتجنبوها في أنفسهم. يمكننا أن نعتبر أن الرجولة المهيمنة هي النقيد الصريح (للحركة النسائية _ femininity)، وأنها من إسمها تهيمن وتلغي بقية الهويات الجنسية الأخرى –حتى (الذكورة البديلة_ alternative masculinities) تلغيها-. يتم تنئشة الرجال منذ لحظة ولادتهم لأن يمارسونها، خاصةً في سلوكياتهم، وفي الرموز التي يختارونها: أحد السلوكيات التي تنتشر عند الصبيان، وتحدد هويتهم الجندرية هي العدوان من أجل الدفاع عن النفس، وعند الحديث عن الرموز التي يختارونها، يمكننا أن نضرب مثالًا على ذلك الملابس.[بحاجة لمصدر]
يصنف عالم علم الاجتماع (مايكل كيمل _ Michael Kimmel) الثقافات التي تدعم مفهوم الذكورة في كتابه –الذي أصدره في عام (2008)- إلى ثلاثة ثقافات:
الأولى: وهي (ثقافة الاستحقاق_ Culture of Entitlement)، التي تدفع الرجال للشعور بأنهم يستحقون كل شيء، فهم يشعرون بأنهم يستحقون الشهرة، والنساء، والأموال، وممارسة الجنس.
الثانية: وهي (ثقافة الصمت_ The Culture of Silence)، يمكننا ملاحظتها عندما نلاحظ أن الرجال لا يتحدثون -إلا قليلًا- مع الغرباء، أو الذين لا يمكن اعتبارهم جزءًا لا يتجزأ من ثقافات الذكورة عن أمور مثل الشرب –الكحوليات-، أو البلطجة، أو الاغتصاب، أو التحرش، أو أيًا من تصرفات الذكورة التي قد تسبب لهم ورطة إذا ما اكتشفها أقرانهم، أو وجدونهم يتحدثون عنها؛ حتى لا يعاملونهم على أنهم مخطئون، وأنهم شيءٌ غير مرغوب فيه.
الثالثة: وهي (ثقافة الحماية_ The Culture of Protection)، الواقع يقول أن المجتمعات لا تحمي الرجال المتورطين في أعمال تثير الشك، أو تكسر القوانين. ربما الكثيرون يتصنعون عدم الانتباه، ويقولون أن أبناءنا لن يقوموا بتقليد هذه السلوكيات أبدا، والبعض الآخر لا يكترث، فهم يعتقدون أن «الأولاد سيصبحون أولادًا» عندما يقومون بمثل هذه التصرفات الخطيرة.
يمكننا أن نضرب أمثلة على بعض التصرفات والمسارات، التي يسلكها الرجال أثناء تمسكهم بالرجولة المهيمنة: فهم يتمسكون بالسلطة، وفرض الهيمنة الجنسية، والنشاط الزائد، وامتلاك الثروات، والتصرف بعدوانية، والاستقلال في حياتهم، وعدم إظهار العاطفة، وغالبًا ما يعتقدون أن التحرش الجنسي –إذا لم يكن متطرفًا وخطيرًا- هو تصرف طبيعي. الوجه الآخر لنظرية الهيمنة تلك، أنها دائمة وراسخة بشكل مستمر، حيث لن يجد الرجال مهربًا منها، ولن يستطيعوا تغيير تلك السلوكيات. في الغالب، تم تكوين فكرة الجميع عن الذكورة المهيمنة، وتعزيزها فينا، وترسيخها في عقولنا بواسطة وسائل الإعلام، والمُثُل الثقافية. عند التدقيق في ما نراه في وسائل الإعلام، سنجد أنها تمثل الرجال بصورة يغلب عليها القوة البدنية، والجرأة، والتصرف بعدوانية، وعدم القدرة على التعبير عن مشاعرهم. خير دليل على هذا هو أغاني الراب المعاصرة: حيث يملئ مغني الراب تلك الأغاني، بالحديث عن علاقاتهم الجنسية مع البنات، ويتفاخرون بالحديث عن ثرواتهم، والسلطة التي بين أيديهم، والعنف الظاهر في سلوكياتهم .

## الجنس والعنف
يأتي العنف القائم على النوع في عدة صور، منها: العنف الجسدي، العنف الجنسي، أو الأذى النفسي –بأن تجعل الشخص يتألم ويعاني-. يُرتكب هذا العنف تجاه الأشخاص بسبب المعايير الاجتماعية للنوعين –حيث يُعطي البعض أنفسهم الحق في ممارسة العنف تجاه الجنس الآخر-. يؤثر العنف على حياة الملايين في كل أنحاء العالم، وفي جميع الطبقات الاجتماعية، ومن مختلف الطبقات الاقتصادية أو التعلمية. يمنع العنف تطبيق الحواجز الثقافية والدينية مما يمنع الكثيرين في المجتمع من المشاركة والتفاعل فيه، وهذا يُهدِر حقوقهم.
العنف قائم أصلًا على القوة، والسيطرة، و الهيمنة. يمكن أن نُلاحظ في الأنظمة التي يسودها عدم المساواة بين الجنسين، وينتشر فيها العنفأن هناك بعض الجماعات المعينة المسؤولة فقط عن إثارة العنف.
في المجتمعات التي تسيطر عليها أيدولوجية معينة، يمكن أن نلاحظ وجود العنف القائم على النوع فيها، وغالبًا ما نلحظ هيمنة أيدولوجية ما (الذكورة غالبًا)، على أيدولوجية أخرى (وهي الأنوثة). هناك الكثير من الأمور المترتبة على كون الشخص أنثى تعيش في مجتمع ما، فهي ستخنع دومًا لما تمليه عليها وسائل الإعلام –على سبيل المثال لا الحصر، باعتبارها وسيلة فعّالة لتعليم الناس-، حيثُ تُسلّط وسائل الإعلام دومًا الضوء على العنف القائم في المجتمعات التي تحاول أن تتعافى من الأنظمة الغير متساوية في الحقوق بين المرأة والرجل، وتُصورّها على أنها (بيئات تم تسميم ثقافاتها_ toxic cultural environment)، ولذلك فهي تتعرض للعنف دومًا .
يتعامل الرجال بطرق غير ملائمة مع المجرمين، وتُعتبر النساء دومًا ضحايا. هؤلاء الذين يقومون بالجرائم العنيفة غالبًا ما يكونون رجال. هذه مجموعة من النسب لبعض الجرائم: نسبة جرائم الإغتصاب تساوي (98%)، نسبة جرائم ا لسطو المسلح تساوي (92%)، نسبة جريمة القيادة تحت تأثير مخدر تساوي (90%)، نسبة جرائم القتل تساوي (88%)، نسبة جرائم الهجوم المشدد تساوي (87%)، نسبة جرائم الحرق العمد تساوي (86%)، ونسبة جرائم العنف الأسري تساوي (83%).
وبناءً على كلام (مايكل كيمل)، فإن الذكورة المهيمنة تخلق الثقافات الذكورية الثلاثة –ثقافة الاستحقاق، وثقافة الصمت، وثقافة الحماية-، وهذه الثقاقات قطعًا تؤثر بالعنف على النساء، اللاتي يمكن اعتبارهن الضحايا الصامتة للعنف المجتمعي . نحتاج ثلاثة مسارات من أجل القضاء على العنف المجتمعي: في الأسرة –ومن ضمنها العنف المنزل-، و وأد الأطفال –خاصة البنات-، أو الممارسات التقليدية –مثل تشويه الأعضاء التناسلية للإناث، و ملزمة القدم –وهي عادة صينية قديمة، تدل على أن الفتاة التي تقوم بها من أصلٍ غني-، وحرق العروس. هناك العديد من الممارسات الأخرى منها: الاغتصاب، الاعتداء الجنسي، والتحرش الجنسي، والعنف التجاري –مثل الاسترقاق الجنسي، واستغلال الأيدي العاملة لأهداف تجارية، وخطف العاملات المهاجرات-. وهناك عنف من قِبَل الدولة مثل العنف ضد النساء المحتجزات. وهناك حالات النزاع المسلح: مثل الاغتصاب الذي يحدث في وقت الحرب. إذا أردنا أن نعالج مآسي العنف القائم على النوع، يجب أن نضع حلولًا جذرية لمسببات هذه المشكلة.

## العولمة والجنسانية
يشير مفهوم العولمة إلى العلاقات –العالمية- التي تستمر في الانتشار، العلاقات التي تربط النشاط الثقافي للناس بالنشاط الاقتصادي. لأجل هذا، تؤثر العولومة كثيرًا على قضية مساواة المرأة تأثيرًا واسع الانتشار دوليًا، بالسلب أو الإيجاب، مع وجود تغييرات كثيرة مستمرة في العلاقات بين الدول. يتأثر م جتمع النساء بهذه التغييرات –سواءً كانت تغييراتٍ غريبة أو مألوفة-. من المهم أن نحرص على ألا نتحيز للغرب في إصلاح المجتمع العالمي للنساء؛ لأن المجتمع الغربي لن يكون دومًا مصدرَ إصلاح للأزمة في بقية الثقافات والبلدان الأخرى.
الحركة النسوية، التي تسعى لتحقيق المساواة بين الجنسين تشجعها الظروف الخاصة بكل دولة على حدة. أنها ليست مسألة متعلقة بالمجتمع الغربي فقط. في الغالب، ليست الشركات الوطنية والمجموعات أكثر ما يؤثر على الحركة النسائية، بل يؤثر عليها بشدة الأفراد والجماعات الصغيرة في المجتمع.
من نتائج العولمة التي يمكن ملاحظتها: زيادة توظيف العاملات السيدات في المصانع –في دول غير غربية-، وفي المكسيك. تعتبر فكرة توظيف العاملات في المصانع فكرة عبقرية؛ لأنهن عمالة سهلة الاستخدام، وغير مكلفة، وتوجد بهن الصفات الأنثوية التي يرغب الجميع بالتعامل معها، مثل الجمال، وأنهن سكان محليات للمنطقة، والقداسة، هذه الصفات الأنثوية تُستَغل من أجل إنتاج السلع  ، مع أن هذه الصفات الجندرية للنساء مهمة للنساء فقط خارج المجال المهني.
على الرغم من تزايد المناهضين للحركة النسائية، فإن المرأة لم تنعم بالمساواة في أغلب المجتمعات بعد؛ لأن أغلب المجتمعات لم تصل بعد للإستقرار الثقافي والاقتصادي والاجتماعي. هناك حل –من ضمن الكثير من الحلول- يمكن توظيفه من أجل تحقيق المساواة بين الجنسين في المجتمع، هذا الحل هو توفير الموارد والأموال للنساء الفقيرات على مستوى العالم؛ لأنهن سيخدمن فيما بعد المشاريع التجارية ب علم هن هذا. بالطبع سيستفيد الاقتصاد العالمي بشكل كبير من توظيف النساء كقوى عاملى، خاصةً المتعلماتِ منهن.

## الجنس الثالث
على مر التاريخ، وحول العالم أجمع، لطالما انتشرت فكرة الجنس الثالث. على سبيل المثال، في (الثقافة الأمريكية الأصيلة_Native American culture)، تنتشر فكرة الأشخاص (المخنثون _two spirit)، وهم لهم أدوار جندرية تختلف عن الأدوار الجندرية للنساء والرجال. وهناك (الميوكس _muxe) في جنوب المكسيك، وهم ذكور لكنهم لا يتم تعريفهم كنساء أو رجال. وفي (ساموا_Samoa) يوجد (الفالفافين _Fa'afafine)، وهم ذكور بيولوجيًا، لكنهم يُعرَفونً على أنهم نساء. أيضًا (الهجرا _hijra) هم ذكور بيولوجيًا، لكنهم يُعرَفون على أنهم نساء، ويُعاملون في مجتمعهم معاملة الغريب، مما جعلهم يخلقون لغةً خاصة بهم. نعود مرة أخرى للولايات المتحدة، حيث بدأ مفهوم الجنس الثالث في كسب شهرة واسعة بين الناس، حتى أن بعض السائقين يُكتَب في تراخيصهم في خانة الجنس: (جنس غير ثنائي_non-binary)، و أحرار الجنسي.